# Topsham (Maine)
Topsham is een plaats (town) in de Amerikaanse staat Maine, en valt bestuurlijk gezien onder Sagadahoc County.

## Demografie
Bij de volkstelling in 2000 werd het aantal inwoners vastgesteld op 9100.

## Geografie
Volgens het United States Census Bureau beslaat de plaats een oppervlakte van 91,8 km², waarvan 82,9 km² land en 8,8 km² water.

## Plaatsen in de nabije omgeving
De onderstaande figuur toont nabijgelegen plaatsen in een straal van 16 km rond Topsham.